# Gaio Giulio Cesare Strabone Vopisco
Gaio Giulio Cesare Strabone, detto Vopisco (in latino Gaius Iulius Caesar Strabo Vopiscus; 130 a.C. circa – Roma, 87 a.C.), è stato un politico e letterato romano.

## Biografia

### Origini familiari
Cesare Strabone era il figlio minore di Lucio Giulio Cesare e di sua moglie Popillia e fratello minore del Lucio Giulio Cesare che ricoprì la carica di console nel 90 a.C. I due cognomina lasciano supporre che fosse strabico e fosse anche il sopravvissuto di una coppia di gemelli.

### Carriera politica
Nel 103 a.C. fece parte del comitato incaricato di sovrintendere all'applicazione della Lex frumentaria, una legge agraria, proposta dal tribuno Lucio Apuleio Saturnino. Strabone entrò nel collegio dei pontefici nel 99 a.C., divenne questore nel 96 a.C. ed edile nel 90 a.C.
Durante la guerra sociale Strabone si candidò per il consolato nonostante non avesse ancora ricoperto la carica di pretore. La sua candidatura fu rifiutata dal tribuno Publio Sulpicio Rufo, il che portò a tumulti nel dicembre dell'89 a.C. Dopo il ritiro della candidatura di Strabone, furono eletti consoli per l'88 a.C. Lucio Cornelio Silla e Quinto Pompeo Rufo.
Assieme al fratello Lucio, fu ucciso in scontri in strada che ci furono prima della guerra civile da partigiani di Gaio Mario nell'87 a.C. Secondo Tito Livio le loro teste furono esposte nei rostri.
Cesare Strabone Vopisco scrisse almeno 3 tragedie di tema greco: Adrastus, Tecmesa e Teutras. Tuttavia, ne rimangono solo frammenti.
Secondo Marco Tullio Cicerone era un oratore famoso per il suo ingegno e umorismo.
Nel De oratore di Cicerone Strabone spiega perché l'umorismo sia importante nell'oratoria.
Fu zio di Lucio Giulio Cesare, console nel 64 a.C., di Giulia, madre di Marco Antonio, Gaio Antonio e Lucio Antonio.